# Parco nazionale La Paya
Il Parco nazionale La Paya (Parque Nacional Natural La Paya) si trova nella parte sud-occidentale della Colombia, nel comune di Puerto Leguízamo (Dipartimento di Putumayo). Istituito nel 1984, copre un'area di 4220 km² ed è parte di un esteso sistema di aree protette lungo il Río Putumayo, che comprende anche il Parco nazionale Güeppí-Sekime in Perù e la Riserva faunistica Cuyabeno in Ecuador.
In origine, il territorio era interamente ricoperto di foresta pluviale tropicale; oggi, oltre alle foreste primarie e secondarie, vi si trovano pascoli abbandonati e porzioni di foresta a varzéa, soggette a inondazioni stagionali o persistenti.